# Campeonato de Segunda División por ACOFA 1981
El Campeonato de Fútbol de Segunda División por ACOFA 1981, fue la edición número 1 de (Segunda División Aficionada) en disputarse. Respaldada por la Dirección General de Deportes y FEDEFUTBOL. Siendo el campeón del año 1980 la A.D. Fraternidad de Santa Bárbara.
Este campeonato constó de 29 equipos debidamente inscritos en la Asociación Costarricense de Fútbol Aficionado por (ACOFA) y de los cuales quedaron 16. Anteriormente en 1980, Tercera División(Segunda División B de Ascenso por COFA).

## Dividido en Cuatro Zonas que representan las 16 Regiones de la Segunda División Auspiciada por ACOFA
| Zona A | Zona A                                   |
| ------ | ---------------------------------------- |
| 1      | C.D.Muebleria H.B                        |
| 2      | C. Deportivo Valencia de Matina          |
| 3      | Alianza de Río Frío                      |
| 4      | Santos de Guápiles F.C                   |
| 5      | Independiente de Turrialba F.C           |
| 6      | A.D. Tucurrique de Juan Viñas, Turrialba |
| 7      | A.D. Arlequín de Paraíso                 |
| 8      | Escuela Laboral Independiente Iztarú     |

| Zona B | Zona B                                                 |
| ------ | ------------------------------------------------------ |
| 1      | Cruz Azul de Barrio El Carmen de Guadalupe             |
| 2      | A.D. Instituto Roosevelt de San Pedro de Montes de Oca |
| 3      | A.D. Municipal Buenos Aires                            |
| 4      | A.D. General Viejo de Pérez Zéledon                    |
| 5      | A.D. San Sebastián                                     |
| 6      | C. Deportivo Muñóz de Alajuelita                       |
| 7      | A.D. Municipal Juventud Olímpica de Sabalito           |

| Zona C | Zona C                                |
| ------ | ------------------------------------- |
| 1      | Club Atlético Corrales de Esparza     |
| 2      | Deportivo Barcelona de Bagaces        |
| 3      | A.D. La Fortuna de San Carlos         |
| 4      | C. Deportivo San Lorenzo de Hojancha  |
| 5      | Club Deportivo Bijagua de Úpala       |
| 6      | C. Deportivo San Lázaro de Guanacaste |

| Zona D | Zona D                            |
| ------ | --------------------------------- |
| 1      | A.D. Fraternidad de Santa Bárbara |
| 2      | A.D. Cooperativa Victoria         |
| 3      | Unión Deportiva Aguirre           |
| 4      | A.D. Hospital Max Terán de Quepos |
| 5      | A.D. Belén Calle Flores           |
| 6      | A.D. Pavas                        |
| 7      | A.D. Salitral de Santa Ana        |
| 8      | A.D. Turrúcares de Alajuela       |

## Clasificación por la Octagonal y Cuadrangular Final de Segunda División Auspiciada por ACOFA
| Grupo A | Grupo A                        |
| ------- | ------------------------------ |
| 1       | A.D. Tucurrique de Turrialba   |
| 2       | Santos de Guápiles F.C         |
| 3       | Independiente de Turrialba F.C |
| 4       | A.D. Arlequin de Paraíso       |

| Grupo B | Grupo B                      |
| ------- | ---------------------------- |
| 1       | A.D. Municipal Buenos Aires  |
| 2       | A.D. Municipal Montes de Oca |
| 3       | A.D. San Sebastián           |
| 4       | A.D. Municipal Generaleña    |

| Grupo C | Grupo C                             |
| ------- | ----------------------------------- |
| 1       | A.D. La Fortuna de San Carlos       |
| 2       | Club Deportivo Hojancha             |
| 3       | Club Deportivo Barcelona de Bagaces |
| 4       | C. Atlético Corrales de Esparza     |

| Grupo D | Grupo D                           |
| ------- | --------------------------------- |
| 1       | A.D. Fraternidad de Santa Bárbara |
| 2       | A.D. Salitral de Santa Ana        |
| 3       | A.D. Belén Calle Flores           |
| 4       | A.D. Pavas                        |

## Formato del Torneo
Los cuatro equipos clasificados en cada zona jugarán una cuadrangular a dos vueltas, de los que se clasificara un equipo por zona. Los cuatro clasificados disputarán un torneo final para decidir el campeón nacional de ACOFA.
El Tercer lugar lo ocupó la A.D. La Fortuna de San Carlos y el cuarto puesto la A.D. Tucurrique de Turrialba. A la vez, los 16 clasificados (cuatro por grupo), integraran la primera división de esta asociación en 1982.

## Campeón Monarca de Segunda División por ACOFA 1981
| Campeonato de Segunda División por ACOFA 1981                                         | Campeonato de Segunda División por ACOFA 1981 |
| ------------------------------------------------------------------------------------- | --------------------------------------------- |
| Campeón Nacional de Segunda División de ACOFA 1981. A.D. Fraternidad de Santa Bárbara |                                               |
| Subcampeón Nacional de Segunda División de ACOFA 1981. A.D. Municipal Buenos Aires    |                                               |

## Ligas Superiores
- Tercera División de Costa Rica 1981 (2.ª. División de Ascenso)

- Campeonato de Segunda División de Costa Rica 1980-1981

- Primera División de Costa Rica 1981

## Ligas Inferiores
- Campeonato de Segunda División B de Ascenso por ACOFA 1981

- Campeonato de Cuarta División por ACOFA 1981

- Terceras Divisiones Independientes

## Torneos
| Predecesor: Campeonato 1980 | 'Segunda División de Costa Rica por ACOFA 1981' Campeonato 1981 | Sucesor: Campeonato 1982 |